# Distretto di Song
Il distretto di Song (in thailandese: สอง) è un distretto (amphoe) della Thailandia, situato nella provincia di Phrae.